# 아냐 피히텔
아냐 피히텔(독일어: Anja Fichtel, 1968년 8월 17일~)은 독일의 전직 펜싱 선수로 주 종목은 플뢰레이다. 1988년 하계 올림픽에서 여자 플뢰레 개인전과 단체전 금메달을 획득하여 대회 2관왕에 올랐고 1992년 하계 올림픽 단체전 은메달과 1996년 하계 올림픽 단체전 동메달을 획득했다. 또한 세계 선수권 대회에서 금메달 5개, 은메달 1개, 동메달 3개를 획득했다.